# La femme objet
La femme objet è un film pornografico francese del 1980 diretto da Claude Mulot con lo pseudonimo Frédéric Lansac.

## Trama
Uno scrittore di fantascienza, Nicolas, ha una sessualità molto esigente. Tutte le sue partner lo abbandonano sempre dopo poco tempo. Dopo aver avuto diverse delusioni, si dedica alla realizzazione di un robot donna, in grado di soddisfare completamente le sue esigenze sessuali. Il robot è dotato di un telecomando, mediante il quale il suo creatore può manipolarne i movimenti e i comportamenti. Ma ben presto la creatura si ritorce contro il suo padrone e lo trasforma, a sua volta, in giocattolo sessuale.

## Il film
La vicenda del film è narrata mediante flashback. Lo scrittore di fantascienza, Nicolas, è seduto davanti alla sua macchina da scrivere e racconta la sua storia come voce narrante. Egli introduce le singole scene ed esprime, di volta in volta, il suo stato d'animo, essenzialmente le sue frustrazioni. I suoi commenti sono molto cinici e, talvolta, anche umoristici.

## Produzione
Il film è prodotto dalla Alpha France, casa di produzione francese attiva principalmente negli anni settanta, nota per aver prodotto numerose pellicole pornografiche francesi.